# José Luis Olivas Martínez
José Luis Olivas Martínez (Motilla del Palancar, Conca, Espanya - 1952) és un polític i advocat valencià d'origen castellanomanxec. Va ser el quart president de la Generalitat Valenciana, des del 24 de juliol de 2002 fins a les eleccions de l'abril de 2003. Posteriorment presidí el grup Bancaixa (2004-2011) que sota el seu mandat es va fusionar amb altres caixes d'estalvi espanyoles com Caja Madrid per crear el Banco Financiero y de Ahorros (Bankia).

## Biografia
José Luis Olivas Martínez nasqué el 13 d'octubre de 1952 a Motilla del Palancar (Província de Conca). Està casat i té dues filles. Va cursar estudis de Dret a Madrid, i es va especialitzar després en Dret Internacional Públic. Arriba a València amb 25 anys per a treballar al despatx de l'advocat Emilio Attard, amb el qual milità al partit Unión de Centro Democrático (UCD) al País Valencià. José Luis Olivas desenvolupà l'activitat d'advocat també a Madrid i a Sueca (Ribera Baixa), i ha estat secretari general de la Federació Empresarial d'Hostaleria.

### Activitat política
El 1977 va ser un dels fundadors de la Unión de Centro Democrático (UCD), i hi qudeda fins a 1982. Va ser Secretari d'Organització d'UCD a València. A les primeres eleccions democràtiques municipals d'Espanya el 3 d'abril de 1979 és elegit regidor de València i el desembre de 1981, és nomenat directorgeneral de Pressuposts de la Conselleria d'Economia i Hisenda de la Generalitat preautonòmica fins a desembre de 1982.
Ja integrat al Partit Popular (PP), a les eleccions de 1987 i 1991 és elegit novament regidor de l'Ajuntament de València, ocupant-hi diversos càrrecs. L'any 1990 resulta afectat en el Cas Naseiro i va a declarar avant el jutge Manglano.
El 28 de maig de 1995, el PP guanya les eleccions autonòmiques i José Luis Olivas és escollit Diputat a les Corts Valencianes. El nou president Eduardo Zaplana el nomenà conseller d'Economia i Hisenda, i així esdevé l'home fort de Zaplana tant al govern com al partit, on ocupava la secretaria general regional des de setembre de 1993. Olivas romangué al costat de Zaplana fins que aquest se'n va a Madrid com a Ministre de Treball i Seguretat Social al govern de José María Aznar i Olivas és designat president interí de la Generalitat Valenciana el 24 de juliol de 2002 fins a esgotar la legislatura un any després. A les eleccions de maig del 2003 Olivas deixà la Generalitat Valenciana i la secretaria general del PPCV a Francisco Camps i abandona la política.

### Presidència de Bancaixa
José Luis Olivas és nomenat president de Bancaixa el gener de 2004. L'esclat de la crisi financera a final de la dècada dels 2000 destapà la dolenta situació en la qual es trobaven les caixes d'estalvi com la Caixa d'Estalvis del Mediterrani o la mateixa Bancaixa. Aquesta es va fusionar amb Caja Madrid i amb altres més petits per a crear el Banco Financiero y de Ahorros (BFA), matriu de Bankia de la que Olivas fou nomenat Vicepresident i el també polític Rodrigo Rato president (com a dirigent de la caixa madrilenya).
El novembre de 2011, el Banc d'Espanya nacionalitza el Banc de València del qual Olivas n'era el president també, i provoca una crisi al si del BFA que desemboca amb la sortida d'Olivas de la vicepresidència, encara que aquest es nega a deixar la presidència de Bancaixa. L'empresari valencià Francisco Pons el substituirà a la vicepresidència de Bankia a proposta de l'Associació Valenciana d'Empresaris (AVE). Olivas es beneficià d'un pla de pensions de 2,9 milions d'euros que el seu càrrec de vicepresident comportava.
El maig de 2012 dimití Rodrigo Rato com a president del BFA i de Bankia ahora que el Govern d'Espanya anunciava la seua intervenció i la caiguda de les accions a la borsa.

## Corrupció
El 2013 va ser investigat en el marc d'un cas de corrupció pel saqueig del Banc de València i va ser imputat pel presumpte delicte d'apropiació indeguda, juntament amb Domingo Parra, que era el seu conseller delegat) i Aurelio Izquierdo, que era director general de Bancaixa. Segons consta en la querella del FROB, els imputats pogueren provocar un perjudici mínim de 120 milions d'euros a l'entitat a causa de diverses operacions de dubtosa racionalitat econòmica amb el grup immobiliari de Ramón Salvador.
El 28 de febrer de 2014, l'Audiència Nacional avalà que continués la investigació iniciada contra ell i la resta de la direcció del Banc de València, rebutjant el recurs que havia presentat contra l'acte d'admissió d'una querella del FROB contra la que era la directiva del Banc de València. L'Audiència Nacional assenyalà que l'acusació havia proporcionat abundant documentació que ostentava una òbvia aparença delictiva, i finalment fou detingut en 29 de juny de 2015. El gener del 2017, fou condemnat a un any i mig de presó i a pagar una multa de 151.800 euros per falsejar una factura de serveis d'assessorament al nebot de l'expresident de les Corts Valencianes que mai no fa va fer.

## Reconeixement
El 2007 va rebre la medalla d'or de la ciutat d'Alaquàs per haver contribuït a recuperar el Castell d'Alaquàs. El 2014 el ple de l'ajuntament li va retirar la medalla, per mor de frau a hisenda i pel cas de Bankia.